# FK Lida
FK Lida is een Wit-Russische voetbalclub uit Lida in de oblast Hrodna.
De club werd in 1962 opgericht en speelde zeven seizoenen in de Opperste Liga. De club werd tweemaal kampioen in de Persjaja Liha (1994 en 1998). Ook werd de club ten tijde van de Sovjet-Unie viermaal kampioen in de SSR Wit-Rusland (1983, 1985, 1986 en 1989). In 2010 degradeerde de club naar het derde niveau maar keerde in 2011 weer terug.

## Historische namen
- 1962: FK Krasnoje Znamja Lida
- 1963: FK Vympel Lida
- 1971: FK Oboevsjtsjik Lida
- 1997: FK Lida

Arsenal Dzerzjinsk · 
Baranavitsjy · 
Belsjyna Babroesjk · 
Dnjepr Mahiljow ·
Kroemkatsjy Minsk ·
Lida · 
Lokomotiv Homel · 
Naftan Navapolatsk · 
Orsja · 
Sjachtjor Pietrykaŭ ·
Slonim-2017 · 
Volna Pinsk